# Дејан Најдановић Најда
Дејан Најдановић Најда (Ниш, 8. август 1971) срспки је музичар
На препоруку Точковог пријатеља, из групе Крамер се пребацио у групу Смак. У Смаку је био вокални солиста, а иначе свира гитару и компонује. Најда је рок певач типа 1970-их. Има изразити смисао за фразирање и лако се прилагођава свакој ситуацији поготову на сцени. Поседује снажан и топао глас на прелазу баритона у тенор. У последње време највише наступа са Галетом, певачем групе Кербер.
Уз обавезу да изводи хитове Смака Најда настоји да пронађе сопствени израз кроз нове песме. Свира гитару и компонује.

## Фестивали
Славянский базар, Белорусија:
- Ти народжена для мого кохання, треће место, 2000

Зрењанин:
- Љубав рађа светове, 2001

Пјесма Медитерана, Будва:
- Икона, 2005

Радијски фестивал, Србија:
- Кроз трње до звезда, 2007

Београдско пролеће:
- После тебе, 2022